# كيزينويام (بحيرة)
كزينويام بحيرة على حدود منطقة بوطليخ الداغستانية ومنطقة فيدينو الشيشانية. وهي أكبر وأعمق بحيرة في شمال القوقاز.

## المعلومات

### الجغرافيا
تقع على السفح الجنوبي لجبال «عاندي» على ارتفاع 1869 متر فوق مستوى سطح البحر. سطح البحيرة - حوالي 2 كيلومتر مربع. تشكل بركة البحيرة من مياه نهري «خرسوم» و «كاوخا».

السد الطبيعي التي تقع في الجزء الغربي من البحيرة يصل ارتفاعها إلى 100 متر. حوض البحيرة ذو منحدرات حادة وقاع مسطح. غير معروف أقصى عمق البحيرة (لم يمكنوا الغواصون من الوصول إلى القاع)، متوسط عمق البحيرة تصل إلى 72 مترا.

طول البحيرة من الشمال إلى الجنوب - 2 كيلومتر، ومن الغرب إلى الشرق - 2.7 كيلومتر. أقصى عرض - 735 قدم. طول الخط الساحلي - 10 كيلومتر.

### ظروف درجة الحرارة
مستوى المياه في البحيرة في كل عام يختلف اعتمادا على هطول الأمطار في البحيرة. الماء في البحيرة بارد، ودرجة حرارة السطح، لا ترتفع في الصيف فوق 17-18 درجة مئوية. درجة حرارة الماء في الطبقات السفلى حوالي 7-8 درجة مئوية. البحيرة تتجمد في الشتاء، ووصلت سماكة الثلج في بعض السنوات 70-80 سم.

### السياحة والترفيه

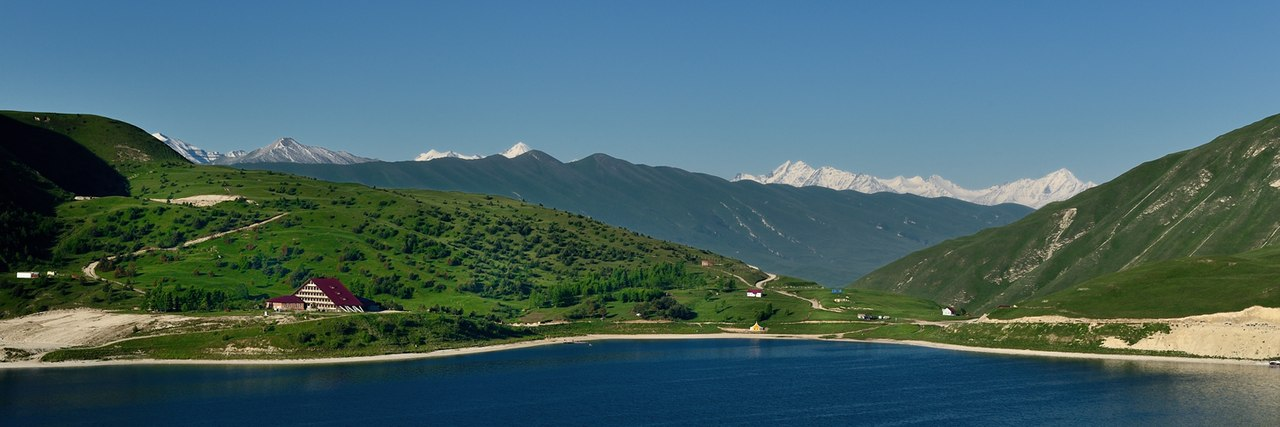

## أعمال البحث العلمي
من 29 إلى 31 يوليو 2011 قامت الجمعية الجغرافية الروسية بالتعاون مع اتحاد الرياضة تحت الماء في جمهورية تتارستان واللجنة العلمية لاتحاد الروسي لرياضة تحت الماء قامت بتنفيذ دراسات شاملة للبحيرة. وأطلق على هذا المشروع «سر القوقاز - كزينويام».